# تافرانت
تافرانت هي قرية مغربية شمال المملكة. تنتمي تافرانت لإقليم تاونات الجبلي. تضم هذه القرية 13.622 نسمة (إحصاء 2004).